# Horst Röhling
Horst Rudolf Röhling (* 28. Oktober 1929 in Zwickau; † 23. Dezember 2017 in Witten) war ein deutscher Slawist und Bibliothekar.

## Leben und Wirken
Horst Röhling studierte Slawistik, Konfessionskunde der Orthodoxie, Germanistik und Anglistik an der Universität Leipzig und promovierte dort über „Ludwig Heinrich Jakob und Rußland“. Anschließend war er dort als wissenschaftlicher Assistent tätig. Als Bibliotheksreferendar an der Universitätsbibliothek Münster trat er 1961 in die Ausbildung für den höheren Bibliotheksdienst und legte 1963 am Bibliothekar-Lehrinstitut des Landes Nordrhein-Westfalen die Fachprüfung hierfür ab. Seit 1964 war dann bis 1994 als Fachreferent für zahlreiche Wissenschaftsfächer an der Universitätsbibliothek Bochum tätig. Außerdem hatte er einen Lehrauftrag für osteuropäische Kirchengeschichte an der Universität Bochum inne.
Horst Röhling veröffentlichte zahlreiche wissenschaftliche Arbeiten aus dem Bereich der Slawistik, insbesondere Südslawistik und Kirchengeschichte Osteuropas.
Im Jahre 2008 wurde ihm das Bundesverdienstkreuz am Bande verliehen.

## Schriften (Auswahl)
- Bibliothekarische Fachzeitschriften in slavischen Sprachen. Ihre Entwicklung seit dem 2. Weltkrieg. Bibliothekar-Lehrinstitut des Landes Nordrhein-Westfalen, Köln 1963.
- Anfang und Vermittlung. Bemerkungen zum serbischen Buchdruck im 18. Jahrhundert. In: Zeitschrift für Bibliothekswesen und Bibliographie, Bd. 19 (1972), S. 149–167.
- Antike, Kirchenväter und Mittelalter in den Drucken der Moskauer Universitätsdruckerei im 18. Jahrhundert. In: Gutenberg-Jahrbuch, Jg. 1974, S. 185–196.

- Studien zur Geschichte der balkanslavischen Volkspoesie in deutschen Übersetzungen (= Slavistische Forschungen, Bd. 19). Böhlau, Köln 1975, ISBN 3-412-11475-8.
- Katharina II. und J. G. Zimmermann. Bemerkungen zu ihrem Briefwechsel. In: Zeitschrift für slavische Philologie, Bd. 40 (1978), S. 358–392.
- Beobachtungen am Rezeptionsprozess Wolfgang Kayers und Emil Staigers in der polnischen Literaturwissenschaft. In: Heinrich Riggenbach (Hrsg.): Colloquium Slavicum Basiliense. Gedenkschrift für Hildegard Schroeder (= Slavica Helvetica, Bd. 16). Lang, Bern 1981, S. 627–660, ISBN 3-261-04849-2.
- Internationale wissenschaftliche Beziehungen Bulgariens von 1900–1918 im Spiegel von Dissertationen. In: 1300 Jahre Bulgarien. Studien zum 1. Internationalen Bulgaristikkongress Sofia 1981. Bd. 1. (= Südosteuropa-Studien, Bd. 29). Hieronymus, Neuried 1981, S. 65–81.
- Slavica - Bibliotheca - Ecclesia orientalis. Aufsätze und Rezensionen aus den Jahren 1963–1979 (= Symbolae Slavicae, Bd. 12). Lang, Frankfurt/M. 1982, ISBN 3-8204-6060-8.
- Drei Bulgaro-Germanica (= Symbolae Slavicae, Bd. 17). Lang, Frankfurt/M. 1983, ISBN 3-8204-7846-9.
- Beobachtungen am russischen, theologischen Buchdruck des 18. Jahrhunderts. In: Hans-Bernd Harder (Hrsg.): Festschrift für Wolfgang Gesemann. Bd. 3. Hieronymus, Neuried 1986, S. 289–310, ISBN 3-88893-053-7.
- Slavistisches Zwischenspiel in einer neuphilologischen Zeitschrift. In: Bernhard Adams (Hrsg.): Aratro corona messoria. Beiträge zur europäischen Wissensüberlieferung; Festgabe für Günther Pflug zum 20. April 1988. Bouvier, Bonn 1988, S. 283–295, ISBN 3-416-02150-9.
- Hat es Sinn, Aufsatzsammlungen eines Autors zu drucken? In: Hans-Jürgen Löwenstein (Hrsg.): Leben mit Büchern. Festschrift für Otto Sagner zum 70. Geburtstag. Büro für Wissenschaftliche Information, München 1990, S. 189–196.
- Publikationsformen als verbindendes Element buch- und einzelwissenschaftlicher Forschung an slavischen Beispielen (= Arbeiten und Bibliographien zum Buch- und Bibliothekswesen, Bd. 9). Lang, Frankfurt/M. 1992, ISBN 3-631-43879-6.
- Wie man in Bochum die rechtlich fixierte Zweigleisigkeit mit bibliothekarischem Leben füllt. In: Ahmed H. Helal (Hrsg.): Impulse für Bibliotheken. Festschrift für Bernhard Adams zum 65. Geburtstag (= Veröffentlichungen der Universitätsbibliothek Essen, Bd. 19). Essen 1995, S. 130–144, ISBN 3-922602-20-7.
- Slavica und Universales im wissenschaftlichen, politischen und anthropologischen Kontext der Bibliothek. In: Gerhard Hacker (Hrsg.): Bibliothek leben. das deutsche Bibliothekswesen als Aufgabe für Wissenschaft und Politik; Festschrift für Engelbert Plassmann zum 70. Geburtstag. Harrassowitz, Wiesbaden 2005, S. 24–33, ISBN 3-447-05101-9.

Festschriften
- Helmut Wilhelm Schaller (Hrsg.): Silvae Bulgaricae. Vorträge vom 6. November 2009 anläßlich des 80. Geburtstages von Dr. Horst Röhling (= Bulgarische Bibliothek, N.F., Bd. 16). Sagner, München 2012, ISBN 978-3-86688-212-6.

- Gottfried Kratz (Hrsg.): Ost und West in Buch und Bibliothek. Festschrift für Horst Röhling (= Arbeiten und Bibliographien zum Buch- und Bibliothekswesen, Bd. 16). Lang, Frankfurt/M. 2015, ISBN 978-3-653-06028-7.